# Municipio de Tecolutla
El municipio de Tecolutla es uno de los 212 municipios en que se encuentra dividido el estado mexicano de Veracruz. Su cabecera es la población de Tecolutla.

## Geografía
El municipio se encuentra localizado en la zona norte del estado de Veracruz, en la región denominada como el Totonacapan. Tiene una extensión territorial de 532.573 kilómetros cuadrados que representan el 0.74% de la extensión total de Veracruz. Sus coordenadas geográficas extremas son 20°15′ - 20°36′ de latitud norte y 96°46′ - 97°13′ de longitud oeste, y su altitud va de un mínimo de 0 a un máximo de 300 metros sobre el nivel del mar.
Limita al noroeste con el municipio de Papantla, al este con el municipio de Gutiérrez Zamora y nuevamente con el de Papantla, y al sur con el municipio de Martínez de la Torre y el municipio de San Rafael y finalmente al sureste con el municipio de Nautla.

### Clima y ecosistemas
Se encuentra situado en la zona centro del estado, en las estribaciones del río Tecolutla, cercano a su desembocadura en el Golfo. Su clima es cálido-regular, con una temperatura media anual de 23.6 °C y su precipitación pluvial media anual es de 1,494 mm.
Los ecosistemas que coexisten en el municipio son del tipo arbolado de crecimiento muy rápido y de madera blanda como el mangle, la majagua y el uvero de playa.

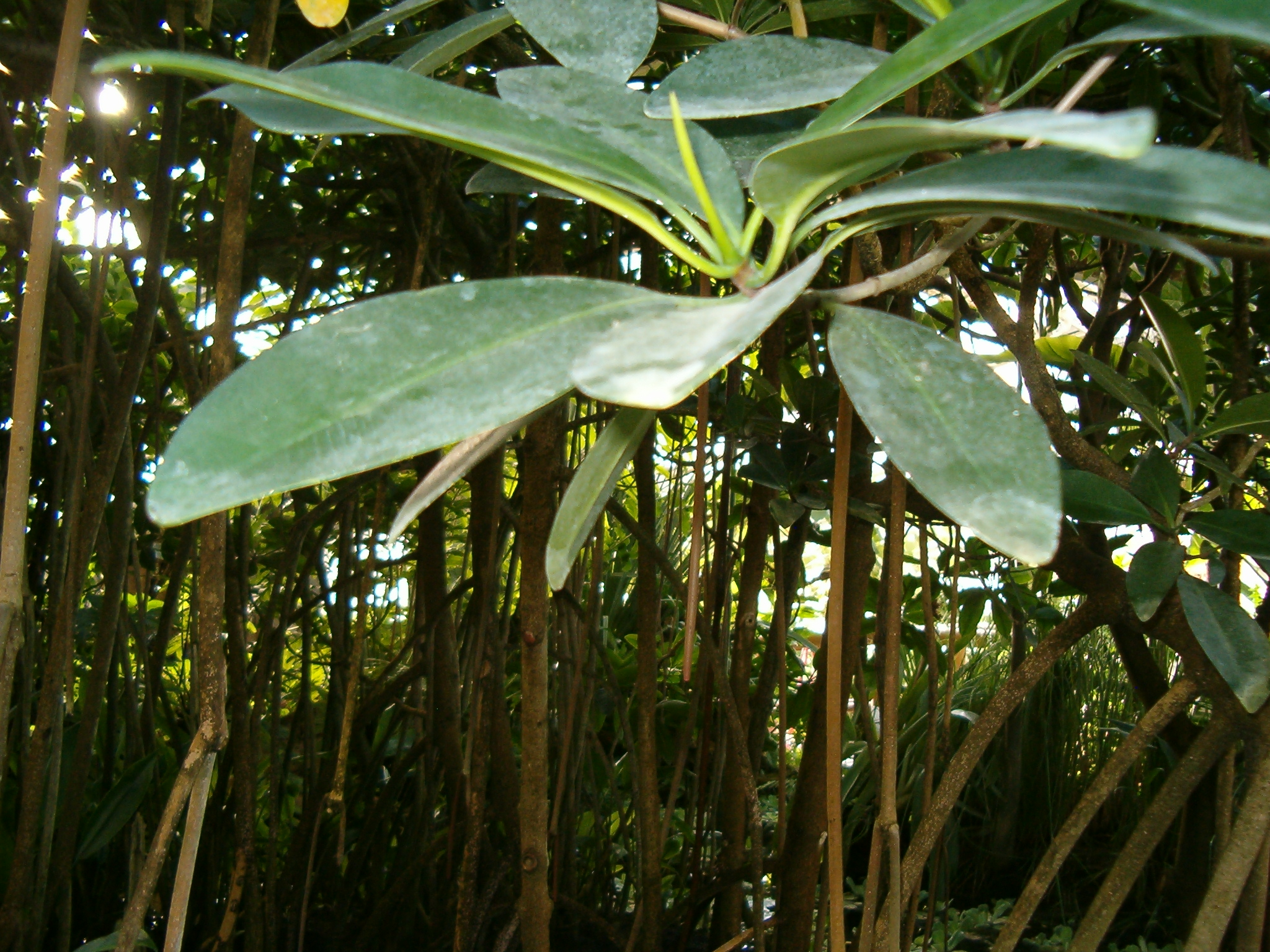
Planta de Mangle

Existe una gran variedad de animales silvestres, entre los que sobresalen principalmente los conejos, ardillas, reptiles y aves. Una pieza importante del rompecabezas del ecosistema marino, es la conservación de sus especies; por lo tanto es en la cabecera de Tecolutla en donde el grupo "Vida Milenaria", dedica arduas horas en labores de rescate y conservación de las tortugas Marinas, entre las que destacan la tortuga lora, la tortuga verde y la tortuga carey. Es en ese campamento en donde cuidan de sus nidos hasta su nacimiento, que posteriormente se convierte en liberación.

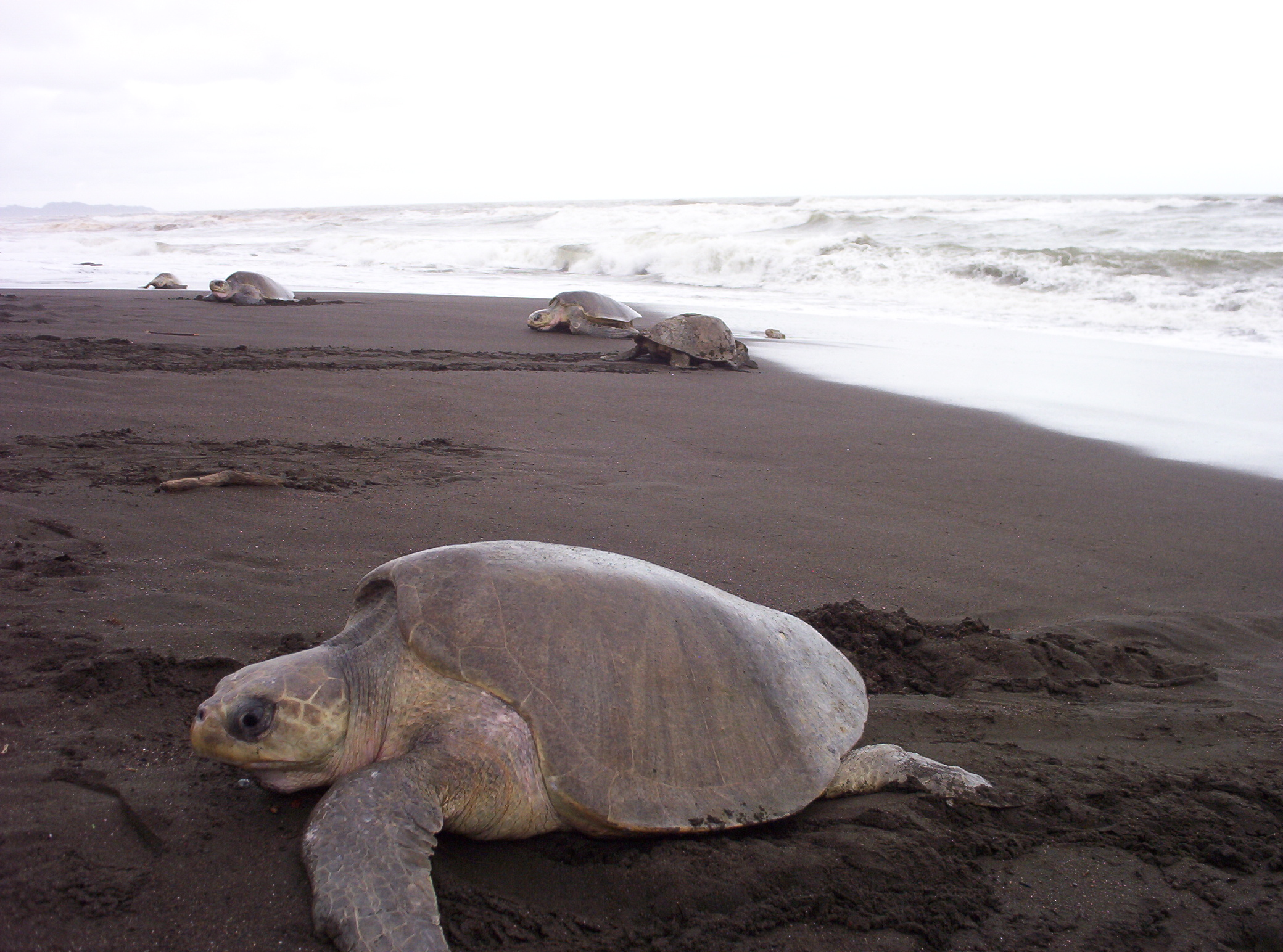
Tortuga Lora

## Demografía
De acuerdo a los resultados del Censo de Población y Vivienda de 2020 realizado por el Instituto Nacional de Estadística y Geografía, la población total de Tecolutla asciende a 24 551 personas.
La densidad poblacional es de 46.2 habitantes por kilómetro cuadrado.

### Localidades
El municipio incluye en su territorio un total de 307 localidades. Las principales, considerando su población del censo de 2020 son:
| Localidad            | Población |
| Total Municipio      | 24 551    |
| Tecolutla            | 5 432     |
| Hueytepec            | 2 140     |
| Casitas              | 1 975     |
| La Guadalupe         | 1 185     |
| Cañada Rica          | 1 017     |
| Ricardo Flores Magón | 852       |

## Política

### Representación legislativa
Para la elección de diputados locales al Congreso de Veracruz y de diputados federales a la Cámara de Diputados federal, el municipio de Tecolutla se encuentra integrado en los siguientes distritos electorales:
Local:
- Distrito electoral local de 7 de Veracruz con cabecera en Martínez de la Torre.[4]

Federal:
- Distrito electoral federal 6 de Veracruz con cabecera en Papantla.[5]

### Presidentes municipales.
(1988 - 1991)  César Guerrero Mendo
(1991 -1995 )  Ramón Pérez  Bustos 
- (1995 - 1997):  Guillermo Zorrilla Fernández
- (1998 - 2000):  Salvador Ramírez Miranda
- (2001 - 2004):  María Fidelia Saldívar Sepúlveda
- (2005 - 2007):  José Manuel del Río Virgen
- (2008 - 2010):  Fernando Hernández Méndez
- (2011 - 2013):  Javier Méndez Rivera
- (2014 - 2017):  Wenceslao Santiago Castro
- (2018 - 2021):  Ángel Espejo Maldonado
- (2022 - 2025):  Gabriela Valdez Santes